# Acanthopagrus taiwanensis
Acanthopagrus taiwanensis är en fiskart som beskrevs av Iwatsuki och Carpenter 2006. Acanthopagrus taiwanensis ingår i släktet Acanthopagrus och familjen havsrudefiskar. Inga underarter finns listade i Catalogue of Life.